# 도루 저지
도루 저지(盜壘沮止, caught stealing)는 야구에서 도루하는 주자를 야수가 태그아웃시키는 것을 말한다. 주자 입장에서는 도루실패가 된다. 투수가 견제를 했을 때라도 주자가 다음 베이스로 향하는 움직임이 있었다면 귀루하다 죽어도 견제사가 아닌 도루실패로 기록된다.